# Mac Davis
Morris "Mac" Davis (Lubbock, 21 januari 1942 - Nashville, 29 september 2020) was een Amerikaanse zanger/songwriter. 
Davis schreef nummers voor tientallen bekende artiesten zoals Nancy Sinatra, Kenny Rogers en Dolly Parton. Hij is echter vooral bekend als schrijver van  nummers voor Elvis Presley, waaronder "In the Ghetto", "Don't Cry Daddy" en "A Little Less Conversation". Zelf behaalde hij in de Verenigde Staten een hit met het nummer "It's Hard to Be Humble", dat in Nederland vertaald werd door Peter Blanker als "'t Is moeilijk bescheiden te blijven". 
- Bibliothèque nationale de France: cb138930298 (data)
- Gemeinsame Normdatei: 134577833
- International Standard Name Identifier: 0000 0000 6309 2484
- Library of Congress Control Number: n85199288
- MusicBrainz: 79e92ede-a055-4736-916c-5f0c771f5922
- Istituto Centrale per il Catalogo Unico: DDSV028548
- SNAC: w6p39w5g
- Trove: 822945
- Virtual International Authority File: 1458149296145880670000
- WorldCat: E39PBJwXbc8mcfdWr7C7fmkFKd